# Lijst van loges in Antwerpen
Deze lijst van loges in Antwerpen betreft zowel nog bestaande als historische loges uit de vrijmetselarij en de para-maçonnerie.
Alle hier vermelde loges zijn actief, tenzij een einddatum wordt vermeld.

## Vrijmetselarij

### Soevereine loges
Volgende slapende loges behoorden niet tot een obediëntie:
- L'Union (1755-1756) - Franstalig
- ... (1766-XXXX) - Franstalig
- Graal an der Schelde (1918-1918) (viii.) - Duitstalig (veldloge)

### Grote Loge der Zeven Verenigde Nederlanden
Het G.O.N. telt twee slapende loges:
- nº - : De Eendracht Lillo/L'Harmonie Lillo (1763-1788) - Nederlands (veldloge)
- nº - : Le Temple de la Vertu Lillo (1783-1785) - Nederlands (veldloge)

### Provincial Grand Lodge for the Austrian Netherlands
De Provinciale Grootloge van de U.G.L.E. telt twee slapende loges:
- nº - : La Concorde Universelle (nº 1) (1775-1786) - Franstalig
- nº - : La Parfaite Union (nº 1) (1784-1786) - Franstalig

### Grand Orient de France
Het G.O.d.F. telt drie slapende loges:
- nº - : La Parfaite Union (nº 2) (18XX-18XX) - Franstalig
- nº - : L'Heureuse Réunion (18XX-18XX) - Franstalig
- nº - : La Concorde Universelle (nº 2) (1817-1821) - Franstalig

### Grootoosten van België
Het G.O.B. telt acht actieve en één slapende loge(s):
- nº - : Les Amis du Commerce (1804-1850) - Franstalig
- nº - : Les Amis Sincères du Roi et de la Patrie/La Persévérance (1818-1850) - Franstalig
- nº 8 : Les Amis du Commerce et la Persévérance Réunis (1804/1850) (i.) - Franstalig
- nº 10 : Les Elèves de Thémis (1807-1810/1850) (ii.) - Franstalig (1807-1874); Nederlandstalig (1874); Duitstalig (1895-1909)
- nº 17 : Anglo-Belge Lodge (1893 - 1934) (ii.) - Engelstalig
- nº - : Hansa (1909-1919) (vii.) - Duitstalig
- nº 38 : De Geuzen (1956) (vii./i.) - Nederlandstalig
- nº 46 : Georges Beernaerts (1962) (vii./iii.) - Nederlandstalig
- nº 62 : Salvador Allende (1974) (vii./i./iii.) - Nederlandstalig
- nº 91 : Opera (1985) (ii.) - Nederlandstalig
- nº 96 : Het Truweel in Antwerpen (1986) (iii.) - Nederlandstalig
- nº 105 : De Werf (1989) (iii.) - Nederlandstalig

### Belgische federatie Le Droit Humain
Het D.H. telt vijf actieve en twee slapende loges:
- loge nº 922 : Humanité Nouvelle (1929-1940) (ii.) - Franstalig
- loge nº 968 : La Truelle (1934-1941) (...) - Franstalig
- loge nº 1097 : Brabo (1963) (vii./i.) - tweetalig
- loge nº 1147 : Broederketen (1969) (vii./...) - Nederlandstalig
- loge nº 1338 : De Meiboom (1983) (iii.) - Nederlandstalig
- loge nº 1356 : Delta (1984) (i.) - Nederlandstalig
- loge nº 1872 : Surya (2007) (...) - Nederlandstalig

Het D.H. telt één perfectie- en soevereine kapittelloge:
- perfectie- en soevereine kapittelloge nº ... : ... (...) - Nederlandstalig

### Grand Lodge of Scotland
De G.L.S. telt twee actieve en één slapende loge:
- nº - : Lodge of Union (1783-17XX) - Engelstalig (veldloge)
- nº 1385: Lodge Wellington (1934) - Engelstalig
- nº 1465: Lodge Allegiance (1952) - Engelstalig

### Grootloge van België
De G.L.B. telt vier actieve loges:
- nº 5 : Marnix van Sint-Aldegonde (1889) (ii.) - Nederlandstalig
- nº 9 : La Concorde Universelle (nº 3) (1959) (ii.) - Franstalig
- nº 32 : De Gulden Passer (1971) (ii) - Nederlandstalig
- nº 50 : Trigonum (1988) (ii.) - Nederlandstalig

### Vrouwengrootloge van België
De V.G.L.B. telt één actieve loge:
- nº 7 : Aruna (1983) (iii.) - Nederlandstalig

### Reguliere Grootloge van België
De R.G.L.B. telt vier actieve loges:
- nº 15 : De Oude Plichten (1980) (ii./i./x./xi.) - Nederlandstalig
- nº 22 : De Eendraght 1764 (1985) (xii./xi.) - Nederlandstalig
- nº 33 : Pythagoras (1997) (xi.) - Griekstalig
- nº 34 : De Zon (1997) (xii.) - Nederlandstalig

### Lithos Confederatie van Loges
L.C.L telt 18 actieve loges waaronder in Antwerpen:
- nº 2 : Aqua - Autonome Loge aan de Stroom (2001) - Nederlandstalig
- nº 5 : Panta Rhei (1995) - Nederlandstalig
- nº 6 : Steen (2006) - Nederlandstalig

### District Grootloge van Merkmeesters in België
De Merkmeesters telt een actieve loge:
La Marque D'union
- nº 1624 : Frans- en  Nederlandstalig

### Opperraad voor België van de Aloude en Aangenomen Schotse Ritus
De Opperraad telt één werkend en zes slapende perfectie- en soevereine kapittelloges:
- Soeverein Kapittel Les Amis du Commerce (181X-1850) - Franstalig (... Antwerpen ... (...))
- Soeverein Kapittel (Les Amis Sincères du Roi et de la Patrie/La Persévérance)/Les Vaillants Chevaliers de l'Age d'Ôr (I) (1818-1850) - Franstalig (... Antwerpen ... (...))
- Soeverein Kapittel Les Amis du Commerce et la Persévérance Réunis/Les Vaillants Chevaliers de l'Age d'Ôr (II) (1850-1980) - Franstalig (Les Amis du Commerce et la Persévérance Réunis Anvers (G.O.B.) en Les Amis Sincères du Roi et de la Patrie Anvers (...))
- Soeverein Kapittel Les Elèves de Thémis (1850-1872) - Franstalig (... Antwerpen ... (...))
- Soeverein Kapittel Anglo-Belge (1911-XXXX) - Frans- en Engelstalig (... Antwerpen ... (...))
- Soeverein Kapittel In Eendracht Volharden (I) (1934-1980) - Nederlandstalig (... Antwerpen ... (...))
- Soeverein Kapittel De Ivoren Sleutel (1999) - Nederlandstalig (De Oude Plichten Antwerpen (R.G.L.B.)

De opperraad telt één actieve en één slapende areopagus:
- Verheven Areopagus Les Amis du Commerce (1829-1850) - Franstalig (Les Amis du Commerce Anvers (G.O.B.))
- Verheven Areopagus Chevaliers de l'Aigle Blanc et Noir (I) (1851-1854/1865-1868/1871-1914/1919-1980/2000) - Franstalig (1851-1962) tweetalig (1962-1979) - Nederlandstalig (1980) (De Oude Plichten Antwerpen (R.G.L.B.))

### Soeverein College van de Schotse Ritus voor België
Het Soeverein College telt twee werkende perfectie- en soevereine kapittelloges:
- Autonoom Kapittel Les Vaillants Chevaliers de l'Age d'Ôr (III) (1850/1961) - Franstalig (... Antwerpen (...))
- Soeverein Kapittel In Eendracht Volharden (II) (1934/1961) - Nederlandstalig (... Antwerpen (...))

Het Soevereine College telt één werkende areopagus:
- Vrije en Autonome Areopagus Chevaliers de l'Aigle Blanc et Noir (II)/La Persévérance (1851-1854/1865-1868/1871-1914/1919/1961) - tweetalig (... Antwerpen (...))

### Belgische Opperraad van de Aloude en Aangenomen Schotse Ritus
De Belgische Opperraad telt drie werkende en één slapende perfectie- en soevereine kapittelloge(s):
- Soeverein Kapittel Les Vaillants Chevaliers de l'Age d'Ôr (IV) (1850/1961/1979-2000) - Franstalig (Les Amis du Commerce et la Persévérance Réunis Anvers (G.O.B.)/La Concorde Universelle Anvers (G.L.B.))
- Soeverein Kapittel In Eendracht Volharden II (1934/1961/1979) - Nederlandstalig (Marnix van Sint-Aldegonde Antwerpen (G.O.B./G.L.B.))
- Soeverein Kapittel Hou ende Trou (1961) - Nederlandstalig (... Antwerpen (...))
- Soeverein Kapittel Feniks (1993) - Nederlandstalig (... Antwerpen (...))

De Belgische Opperraad telt één werkende areopagus:
- Verheven Areopagus van het Gewest Antwerpen (1980) - Nederlandstalig (... Antwerpen (...))

### Grootpriorij van België
De Grootpriorij telt één priorij:
- nº ... : Sint-Andries aan de Schelde (...) (xi.) - Nederlandstalig

De Grootpriorij telt één prefectuur:
- nº ... : Schelde en Maas (...) (xi.) - Nederlandstalig

### Grootkapittel van het Heilig Koninklijk Gewelf van België
Het Grootkapittelt telt één kapittel:
- nº ... : HaShem (1997) (xi.) - Nederlands

### Masonic and Military Order of the Red Cross of Constantine
De Benelux-divisie van het Grand Imperial Conclave for England, Wales and its Territories Overseas telt één conclaaf:
- nº ... : Brabo (1989) (xi.) - ...

### Belgische Grootloge van de Egyptische Ritus
De B.G.L.E.R. telt één actieve loge:
- nº ... : ... (XXXX-XXXX) - ...

## Para-Maçonnerie

### Belgische Martinistenorde
De BMO telt één loge:
- nº : ... Meester Philippe (2002)- Nederlandstalig (iv)

### Theosofische Vereniging
De T.V. telt drie actieve en drie slapende loges:
- Branche Olcott (XXXX-XXXX) - Franstalig
- Branche Persévérance (1910-1963) - Franstalig
- Tak Raja Yoga (XXXX-XXXX) - Nederlandstalig
- Loge Antwerpen (1899) (iv.) - Nederlands- en Engelstalig
- Loge Witte Lotus (2006) (iv.) - Nederlandstalig
- Loge Open Paradigma (2017) (iv.) - Nederlandstalig

### A.M.O.R.C.
De A.M.O.R.C. telt één actieve pronaos:
- nº ... : Pronaos Oase (XXXX) (...) - ...

### Independent Order of Odd Fellows
De I.O.O.F. telt twee actieve loges:
- nº 201 : Belgia Loge (1911) (...) - Nederlandstalig
- nº ... : Aurora Rebekkahloge (1975 - 2014) - Nederlandstalig

### Lectorium Rosicrucianum
Het L.R. telt één lectorium:
- Lectorium Rosicrucianum Antwerpen (XXXX) (vi.) - ...

### B'nai B'rith
Het B.B. kent één actieve loge:
- nº 1871 : Mala Zimetbaum (1950) (xiii.) - ...

## Legende
De werkplaatsen zijn terug te vinden op volgende adressen:
- i. Huidevettersstraat 44 2000 Antwerpen (G.O.B./D.H.)
- ii. Van Maerlantstraat 31-33 2008 Antwerpen (G.O.B./D.H./G.L.B./G.L.S.)
- iii. Reyndersstraat 43 2000 Antwerpen (G.O.B./D.H./V.G.L.B.)
- iv. Milisstraat 22 2018 Antwerpen (T.V./B.M.O.)
- vi. Luitenant Lippenslaan 66 2140 Borgerhout (Antwerpen) (L.R.)
- vii. Meistraat 25 2000 Antwerpen (G.O.B./D.H.)
- viii. Hoekhuis Frankrijklei en De Keyserlei 2000 Antwerpen (veldloge)
- ix. Goudbloemstraat 21 2000 Antwerpen (VZW Trigonum Coronatum-Studiekring)
- x. Korte Leemstraat 24 2000 Antwerpen (R.G.L.B.)
- xi. Genuastraat 15 2000 Antwerpen (R.G.L.B.)
- xii. Havenmarkt 3 2... Lillo (R.G.L.B.)
- xiii. Nerviërsstraat 14 2018 Antwerpen (B.B.)
- xiv. Korte Leemstraat 24 2000 Antwerpen (I.O.O.F.)